# François Dabos
François Dabos, né le 11 juin 1909 à Bagnères-de-Luchon et décédé le 25 août 1985 à Blanes en Espagne, est un skieur alpin français.
Pionnier de la discipline du ski alpin, il prend part à l'édition des Championnats du monde de 1932 avec pour meilleur résultat une 29e place en slalom. Il y côtoie René Beckert et Robert Villecampe.

## Palmarès

### Championnats du monde
| Épreuve / Édition               | Descente | Slalom | Combiné |
| ------------------------------- | -------- | ------ | ------- |
| Mondiaux 1932 Cortina d'Ampezzo | 35e      | 29e    | 30e     |